# A520高速公路
A520高速公路是法国的一条高速公路，始于Roquevaire，终于奥里奥尔，与A高速相连。A520为东西走向，西端在Roquevaire与A52高速相连，东端与560号国道相连。该高速位于普罗旺斯-阿尔卑斯-蔚蓝海岸地区。